# TSG Friesenheim
El TSG Friesenheim, también conocido como Die Eulen Ludwigshafen, es un equipo de balonmano de la localidad alemana de Ludwigshafen. Actualmente milita en la Bundesliga.

## Plantilla 2019-20
|  | Porteros - 12 Martin Tomovski - 72 Stefan Hanemann Extremos izquierdos - 11 Jonathan Scholz - 19 Jan Remmlinger - 22 Jannik Hofmann Extremos derechos - 20 Alexander Falk - 23 Pascal Durak Pivotes - 2 Frederic Stüber - 14 Maximilian Haider - 43 Kai Dippe | Laterales izquierdos - 8 Gunnar Dietrich - 10 Daniel Hideg - 55 Azat Valiullin Centrales - 13 David Špiler - 24 Pascal Bührer - 25 Dominik Mappes Laterales derechos - 27 Jerome Müller - 37 Max Neuhaus - 77 Jannek Klein |